# Floating!
Pour plus de détails, voir Fiche technique et Distribution.
Floating! est un film allemand réalisé par Julia C. Kaiser et sorti en 2015.

## Synopsis
Katha et Jana, un couple de jeunes femmes, sont sur le point de se marier. Elles partent chacune de leur côté pour leur week-end d'enterrement de vie de jeune fille. Katha passe le week-end sur un radeau en compagnie de son frère, son meilleur ami d'enfance et un de ses collègues. Elle est surprise d'y retrouver également le futur donneur de sperme du couple. Le film traite des questions et discussions que les différents personnages vont avoir durant le week-end, notamment concernant la vie des deux femmes et le processus d'insémination artificielle.

## Fiche technique
- Titre original : Das Floß!
- Titre français : Floating!
- Réalisateur : Julia C. Kaiser
- Scénario : Julia C. Kaiser, Julia Becker
- Distribution : Darling Berlin
- Pays de production :  Allemagne
- Langue d'origine : Allemand
- Genre : Comédie dramatique
- Durée : 87 minutes
- Dates de sortie :
  - Allemagne :
    - 19 janvier 2015 au Festival Max Ophüls de Sarrebruck
    - 7 janvier 2016 en DVD

  - États-Unis : 21 juin 2015 au Festival du film Frameline de San Francisco

 Sauf indication contraire, les informations mentionnées dans cette section peuvent être confirmées par la base de données cinématographiques IMDb,  présente dans la section « Liens externes ».

## Distribution
- Julia Becker : Katha
- Anna König : Jana
- Jakob Renger : Momo
- Till Butterbach : Charly
- Rhon Diels : Ken
- Christian Natter : Tobi
- Nina Bernards : Susan
- Sina Bianca Hentschel : Silvie Starlight